# Haut-Nyong
Haut-Nyong is een departement in Kameroen, gelegen in de regio Est. De hoofdstad van het departement heet Abong-Mbang. De totale oppervlakte bedraagt 36 384 km². Er wonen 116 702 mensen in Haut-Nyong.

## Districten
Haut-Nyong is onderverdeeld in veertien districten:
- Abong-Mbang
- Angossas
- Atok
- Dimako
- Doumaintang
- Doumé
- Lomié
- Mboma
- Messamena
- Moloundou
- Mindourou
- Ngolyla
- Nguelemendouka
- Somalomo